# Synagoge Büdesheim (Bingen am Rhein)
Die Synagoge in Büdesheim im rheinland-pfälzischen Landkreis Mainz-Bingen befand sich seit dem 19. Jahrhundert in der Martinstraße 20 (heutige Professor-Kraus-Straße). 1927 wurde sie aufgegeben.

## Geschichte
Der genaue Zeitpunkt der Errichtung der Synagoge ist nicht bekannt. Sie befand sich in einem Gebäude in der Martinstraße 20 (heutige Professor-Kraus-Straße). Genutzt wurde sie ab dem 19. Jahrhundert. 1927, nachdem das für die Durchführung von Gottesdiensten notwendig Minjan nicht mehr erreicht wurde, wurde die Synagoge geschlossen und die jüdischen Gemeindemitglieder besuchten die Synagoge in Bingen. Über die weitere Nutzung oder die Architektur der Synagoge geben die Quellen keine Auskunft.

## Jüdische Gemeinde Büdesheim
Die jüdische Gemeinde bestand seit dem Anfang des 19. Jahrhunderts. Bis in die Mitte des 19. Jahrhunderts stieg die Zahl der Gemeindemitglieder an und erreichte im Jahr 1861 ihren höchsten Stand. Ab der Mitte des 19. Jahrhunderts kam es zu Aus- und Abwanderungen, vorwiegend in die Vereinigten Staaten und im Zuge der fortschreitenden Industrialisierung in die größeren Städte. 1927 war die Zahl der Gemeindemitglieder so weit zurückgegangen, dass die Gemeinde aufgelöst und an die jüdische Gemeinde Bingen angegliedert wurde. Ab 1933, nach der Machtergreifung Adolf Hitlers, wurden die jüdischen Einwohner immer mehr entrechtet. Zudem kam es immer wieder zu antijüdischen Aktionen und gewalttätigen Übergriffen auf jüdische Einwohner. Dies hatte zur Folge, dass die meisten jüdischen Einwohner die Gemeinde verließen. Die letzten jüdischen Einwohner wurden 1942 deportiert. Die Gemeinde verfügte über einen eigenen jüdischen Friedhof, über eine Mikwe und eine eigene Religionsschule. Es war ein Lehrer angestellt, der auch die Aufgaben des Vorbeters und Schochet innehatte.

### Entwicklung der Einwohnerzahl
| Jahr | Juden | Jüdische Familien | Bemerkung |
| ---- | ----- | ----------------- | --------- |
| 1804 | 34    |                   |           |
| 1808 | 46    | 7                 |           |
| 1824 | 40    |                   |           |
| 1861 | 76    |                   |           |
| 1900 | 35    | 8                 |           |
| 1931 | 26    |                   |           |
| 1942 | 7     |                   |           |

Quelle: alemannia-judaica.de

### Opfer des Holocaust
Das Gedenkbuch – Opfer der Verfolgung der Juden unter der nationalsozialistischen Gewaltherrschaft 1933–1945 und die Zentrale Datenbank der Namen der Holocaustopfer von Yad Vashem führen 9 Mitglieder der jüdischen Gemeinschaft Büdesheim (die dort geboren wurden oder zeitweise lebten) auf, die während der Zeit des Nationalsozialismus ermordet wurden.